# Polynormande 2007
La 28e édition de la Polynormande s'est déroulée le 5 août 2007. Inscrite au calendrier de l'UCI Europe Tour 2007 dans la catégorie 1.1, elle est la douzième épreuve de la Coupe de France 2007.

## Classement final
|    | Coureur            | Équipe                       |    | Temps           |
| -- | ------------------ | ---------------------------- | -- | --------------- |
| 1  | Benoît Vaugrenard  | La Française des Jeux        | en | 3 h 57 min 35 s |
| 2  | Mickaël Buffaz     | Cofidis                      | +  | 1 min 28 s      |
| 3  | Bert De Waele      | Landbouwkrediet-Tönissteiner | +  | 1 min 31 s      |
| 4  | Rémi Pauriol       | Crédit agricole              | +  | 1 min 35 s      |
| 5  | Nicolas Roche      | Crédit agricole              |    | m.t.            |
| 6  | Sébastien Duret    | Bretagne-Armor Lux           | +  | 1 min 47 s      |
| 7  | Guillaume Levarlet | Auber 93                     | +  | 1 min 57 s      |
| 8  | Nicolas Hartmann   | Cofidis                      | +  | 2 min 1 s       |
| 9  | Anthony Geslin     | Bouygues Télécom             |    | m.t.            |
| 10 | László Bodrogi     | Crédit agricole              |    | m.t.            |